# Yūshi Soda
Yūshi Soda (japanisch 曽田 雄志 Soda Yūshi; * 5. Juli 1978 in Hokkaido) ist ein ehemaliger japanischer Fußballspieler.

## Karriere
Soda erlernte das Fußballspielen in der Schulmannschaft der Sapporo Minami High School und der Universitätsmannschaft der Universität Tsukuba. Seinen ersten Vertrag unterschrieb er 2001 bei den Consadole Sapporo. Der Verein spielte in der höchsten Liga des Landes, der J1 League. Am Ende der Saison 2002 stieg der Verein in die J2 League ab. 2007 wurde er mit dem Verein Meister der J2 League und stieg wieder in die J1 League auf. Am Ende der Saison 2008 stieg der Verein in die J2 League ab. Für den Verein absolvierte er 232 Spiele. Ende 2009 beendete er seine Karriere als Fußballspieler.